# Tom Derache
Tom Derache (Lille, 29 de enero de 1999) es un deportista francés que compite en ciclismo en la modalidad de pista. Ganó dos medallas en el Campeonato Europeo de Ciclismo en Pista, en los años 2021 y 2025, ambas en la prueba de keirin.

## Medallero internacional
| Campeonato Europeo | Campeonato Europeo       | Campeonato Europeo | Campeonato Europeo |
| Año                | Lugar                    | Medalla            | Competición        |
| ------------------ | ------------------------ | ------------------ | ------------------ |
| 2021               | Grenchen (Suiza)         | Medalla de plata   | Keirin             |
| 2025               | Heusden-Zolder (Bélgica) | Medalla de bronce  | Keirin             |